# Testudinaria bonaldoi
Testudinaria bonaldoi är en spindelart som beskrevs av Levi 2005. Testudinaria bonaldoi ingår i släktet Testudinaria och familjen hjulspindlar. Inga underarter finns listade i Catalogue of Life.